# المتحف الوطني ملكية نيكولاي إيفانوفيتش بيروغوف
المتحف الوطني ملكية نيكولاي إيفانوفيتش بيروغوف (بالإنجليزية: National Museum-Estate of Nikolay Ivanovich Pirogov، بالأوكرانية: Національний музей-садиба М. І. Пирогова) هو متحف في فينيتسا مخصص لحياة وأثر نيكولاي إيفانوفيتش بيروغوف، وهو عالم وجراح ومربي أوكراني وروسي بارز. تعد ملكية بيروغوف معلمًا تاريخيًا وطنيًا وموقعًا للحفاظ على الطبيعة وذو أهمية وطنية.
يقع مجمع المتحف على المشارف الجنوبية الغربية لمدينة فينيتسا، في الجزء الشرقي من منطقة بيروغوفو.
ويشمل: 
- المنزل الذي عاش فيه بيروغوف، والذي يستضيف الآن معرضًا عن حياته وأثره
- متحف صيدلية يعرض صورة داخلية لغرفة الاستقبال وغرفة العمليات
- كنيسة مقبرة تحتوي على تابوت بداخله جثة العالم المحنطة
- حديقة تذكارية لا تزال محفوظة فيها الأشجار التي زرعها بيروغوف

## التاريخ

### ملكية عائلية
في 1861، وبعد استقالته من منصبه كوصي على منطقة كييف التعليمية، استقر بيروغوف في عزبة فيشنيا بالقرب من فينيتسا، والتي اشتراها في مزاد كييف في 1859. في 1866، بنى منزلًا وصيدلية ومستشفى. نظم الحديقة، واهتم بزراعة النباتات الطبية.
توفي هنا في 23 نوفمبر 1881 بسبب سرطان الفك العلوي. في وصيته، صرح بيروغوف أنه ينبغي الحفاظ على جثته. لذا وفقًا لوصيته، تم تحنيط جثته، ثم تم وضعها لاحقًا في سرداب. في 1885، تم بناء كنيسة أعلى السرداب، وتم تكريسها تكريماً للقديس نيقولا.

### 1917—1947
حتى 1902، كانت العزبة تحت إدارة أرملة بيروغوف، ثم انتقلت الملكية إلى ابنهما فلاديمير، ثم إلى حفيدتيهما. بعد ثورة فبراير 1917، هاجروا وأصبحت العزبة مهجورة. لاحقا، تم نهب موقع دفن بيروغوف، وسرقة سيفه (هدية من فرانتس يوزف الأول) وصليب معدني.
تم دمج الملكية رسميًا كفرع من المتحف الطبي العسكري للجيش الأحمر في 2 مارس 1945. تم ترميم المتحف ليس فقط كنصب تذكاري لبيروغوف ولكن أيضًا كمركز لدراسة مساهماته في الجراحة والتعليم الطبي والطب العسكري.